# Miloš Babić
Miloš Babić es un exjugador de baloncesto serbio, nacido el 23 de noviembre de 1967, en Kraljevo, RFS Yugoslavia. Con 2.13 de estatura, jugaba en la posición de pívot.

## Trayectoria

### Clubes
| Club                     | País           | Año         |
| ------------------------ | -------------- | ----------- |
| Cleveland Cavaliers      | Estados Unidos | 1990 - 1991 |
| Miami Heat               | Estados Unidos | 1991        |
| Peñarol de Mar del Plata | Argentina      | 1991 - 1992 |
| AEK Atenas               | Grecia         | 1992 - 1993 |
| Sloga Kraljevo           | Yugoslavia     | 1993 - 1994 |
| Prievidza                | Eslovaquia     | 1994 - 1995 |
| Zalguiris Kaunas         | Lituania       | 1995        |
| Sakalai                  | Lituania       | 1995        |
| Baloncesto Fuenlabrada   | España         | 1996        |
| Prievidza                | Eslovaquia     | 1996 - 1997 |
| Slovakofarma Pezinok     | Eslovaquia     | 1997 - 1998 |
| Zielona Góra             | Polonia        | 1998 - 1999 |
| Maccabi Kiryat Motzkin   | Israel         | 1999 - 2000 |
| Racing Basket Antwerpen  | Bélgica        | 2000 - 2001 |
| Ginásio CF               | Portugal       | 2002        |
| CAB Madeira              | Portugal       | 2002        |
| Prievidza                | Eslovaquia     | 2002 - 2003 |
| Rompetrol Bucuresti      | Rumania        | 2003 - 2004 |
| Rah Ahan                 | Irán           | 2004 - 2005 |
| Al Wihdat                | Jordania       | 2006        |